# Дубривный, Пётр Савельевич
Пётр Савельевич Дубривный (18 мая 1911, Каменка — 10 июня 1983) — старший сержант Советской армии, участник Великой Отечественной войны, Герой Советского Союза (1945).

## Биография
Родился 18 мая 1911 года в селе Каменка (ныне — Апостоловский район Днепропетровской области Украины). После окончания начальной школы работал в совхозе «Щербиновский» в Константиновском районе Сталинской области Украинской ССР.
В октябре 1941 года Дубривный был призван на службу в Рабоче-крестьянскую Красную армию. С августа 1942 года — на фронтах Великой Отечественной войны. К февралю 1945 года гвардии старший сержант Пётр Дубривный командовал орудием 99-го гвардейского артиллерийского полка 47-й гвардейской стрелковой дивизии 8-й гвардейской армии 1-го Белорусского фронта. Отличился во время освобождения Польши.
3 февраля 1945 года расчёт Дубривного одним из первых в полку форсировал Одер к югу от Кюстрина и поддержал наступление стрелковых частей. 7 марта 1945 года, когда все бойцы его расчёта вышли из строя, Дубривный в одиночку вёл огонь, уничтожил около взвода немецкой пехоты.
Указом Президиума Верховного Совета СССР от 31 мая 1945 года за «образцовое выполнение боевых заданий командования на фронте борьбы с немецкими захватчиками и проявленные при этом мужество и героизм» гвардии старший сержант Пётр Дубривный был удостоен высокого звания Героя Советского Союза с вручением ордена Ленина и медали «Золотая Звезда» за номером 5793.
В 1946 году Дубривный был демобилизован. Вернулся в совхоз «Щербиновский», работал в нём бригадиром, заместителем директора. Умер 10 июня 1983 года, похоронен в посёлке Заря Константиновского района Донецкой области Украины.
Был также награждён орденом Красного Знамени, двумя орденами Отечественной войны 2-й степени, орденом Красной Звезды, рядом медалей.
В честь Дубривного названа улица и местная школа в посёлке Заря.